# Whoracle
Whoracle je treći studijski album švedske melodične death metal grupe In Flames. Album je izdan 27. listopada 1997. godine, u nakladi Nuclear Blasta. Osim pjesme "Everything Counts", koja je obrada pjesme grupe Depeche Mode, sve pjesme napisao je i skladao In Flames. Tekstove je na engleski jezik preveo gitarist Dark Tranquillityja Niklas Sundin, ali su osnovane na konceptu koji je napisao, izvorno na švedskom, Anders Fridén.

## Koncept
Whoracle opisuje prošlost, sadašnjost i hipotetsku budućnost Zemlje. "Jotun" je nagovještanje u kojem je čovječanstvo uništeno nakon apokaliptičnog događaja. "Episode 666" je naracija apokaliptičnog događaja koji je perverzno prikazan na televiziji. Pjesme koje vode do ovoga govore o usponu i padu ljudskog društva. "The Hive" i "Jester Script Transfigured" opisuje tehnološki napredno društvo i novi utopijski svjetski poredak koji je uništen ljudskom naravi u sljedeće dvije pjesme. Uključivanje obrade Depeche Modea, "Everything Counts",  način je na koji sugeriraju da su ljudi koji su uništili društvo koje su sagradili shvatili svoju pogrešku kad je već bilo prekasno.

## Popis pjesama
Tekstovi: Niklas Sundin i Anders Fridén. 
| 1.    | »Jotun«                                            | Jesper Strömblad, Björn Gelotte        | 3:54 |
| 2.    | »Food for the Gods«                                | Strömblad, Gelotte, Glenn Ljungström   | 4:19 |
| 3.    | »Gyroscope«                                        | Strömblad                              | 3:26 |
| 4.    | »Dialogue with the Stars« (instrumentalna skladba) | Strömblad, Gelotte                     | 3:01 |
| 5.    | »The Hive«                                         | Strömblad, Gelotte                     | 4:03 |
| 6.    | »Jester Script Transfigured«                       | Strömblad                              | 5:45 |
| 7.    | »Morphing into Primal«                             | Strömblad, Gelotte, Ljungström, Fridén | 3:05 |
| 8.    | »Worlds within the Margin«                         | Strömblad, Ljungström                  | 5:06 |
| 9.    | »Episode 666«                                      | Strömblad                              | 3:45 |
| 10.   | »Everything Counts« (obrada Depeche Modea)         | Martin Lee Gore                        | 3:17 |
| 11.   | »Whoracle« (instrumentalna skladba)                | Strömblad                              | 2:43 |
| 42:24 |                                                    |                                        |      |

| Bonus pjesma na 2005. deluxe verziji | Bonus pjesma na 2005. deluxe verziji | Bonus pjesma na 2005. deluxe verziji | Bonus pjesma na 2005. deluxe verziji | Bonus pjesma na 2005. deluxe verziji | Bonus pjesma na 2005. deluxe verziji | Bonus pjesma na 2005. deluxe verziji | Bonus pjesma na 2005. deluxe verziji | Bonus pjesma na 2005. deluxe verziji | Bonus pjesma na 2005. deluxe verziji |
| Br.                                  | Skladba                              | Trajanje                             |                                      |                                      |                                      |                                      |                                      |                                      |                                      |
| ------------------------------------ | ------------------------------------ | ------------------------------------ | ------------------------------------ | ------------------------------------ | ------------------------------------ | ------------------------------------ | ------------------------------------ | ------------------------------------ | ------------------------------------ |
| 12.                                  | »Clad in Shadows '99«                | 2:25                                 |                                      |                                      |                                      |                                      |                                      |                                      |                                      |
| 44:49                                |                                      |                                      |                                      |                                      |                                      |                                      |                                      |                                      |                                      |

## Zasluge
| In Flames - Anders Fridén – vokal, bubnjevi (dodatni), inženjer zvuka, miks - Jesper Strömblad – solo-gitara, akustična gitara, klavijature, bubnjevi (dodatni) - Glenn Ljungström – ritam gitara - Johan Larsson – bas-gitara - Björn Gelotte – bubnjevi, solo-gitara, akustična gitara | Dodatni glazbenici - Ulrika Netterdahl – vokal (na pjesmi "Whoracle") Ostalo osoblje - Andreas Marschall – naslovnica albuma - Fredrik Nordström – produkcija, inženjer zvuka, mastering, miks - Göran Finnberg – mastering - Kenneth Johansson – fotografije |

## Vanjske poveznice
- Whoracle - detalji o albumu  Arhivirana inačica izvorne stranice od 24. studenoga 2006. (Wayback Machine)
- Whoracle - riječi pjesama  Arhivirana inačica izvorne stranice od 18. listopada 2006. (Wayback Machine)
- Whoracle - informacije  Arhivirana inačica izvorne stranice od 10. prosinca 2006. (Wayback Machine)